# Confindustria
La Confederación General de la Industria Italiana (en italiano Confederazione Generale dell'Industria Italiana), conocida como Confindustria, es la principal organización representativa de las empresas manufactureras y de servicios italianas, agrupando de forma voluntaria unas 142.000 empresas, con un total de más de 5.200.000 miembros (información actualizada en abril de 2010). Forma parte de la International Organization of Employers (IOE).

## Sede
La sede de Confindustria (Confederación General de la Industria Italiana) se encuentra en Roma, en el viale dell'Astronomia, 30. Por este motivo "Viale dell'Astronomia" se emplea a menudo como metonimia para referirse a la organización.

## Historia
Fundada en 1910 con el objetivo de tutelar los intereses de las empresas industriales ante los sindicatos de trabajadores, Confindustria ha contribuido a fundar diversas organizaciones, entre otras el ISTUD (Istituto Studi Direzionali) y Assingegneria.

## Confindustria y el fascismo
Se dice que Confindustria fue acusada de haber apoyado económicamente al fascismo (1920). Es seguro que Mussolini se aseguró los favores del grupo de presión de Confindustria nombrando Ministro del tesoro a Alberto De Stefani, economista liberal ortodoxo. El 2 de octubre de 1925, el Pacto Vidoni, firmado entre Confindustria y los representantes del régimen fascista, abolió los sindicatos de los trabajadores católicos, socialistas o independientes, reemplazándolos con sindicatos bajo el control del fascismo. En 1926, se declararon ilegales las huelgas y las suspensiones de servicios y ningún trabajador que no estuviese inscrito en el partido fascista podía ser contratado. Desde 1934 hasta 1943 Confindustria fue dirigida por el jerarca fascista Giuseppe Volpi.

## Presidentes
- 1910-1913: Luigi Bonnefon
- 1913-1918: Ferdinando Bocca
- 1918-1919: Dante Ferraris
- 1919: Giovanni Battista Pirelli
- 1919-1920: Giovanni Silvestri
- 1920-1921: Ettore Conti
- 1922-1923: Raimondo Targetti
- 1923-1934: Antonio Stefano Benni
- 1934: Alberto Pirelli
- 1934-1943: Giuseppe Volpi di Misurata
- 1943: Giovanni Balella
- 1943: Giuseppe Mazzini
- 1944-1945: Fabio Friggeri
- 1945-1955: Angelo Costa
- 1955-1961: Alighiero De Micheli
- 1961-1966: Furio Cicogna
- 1966-1970: Angelo Costa
- 1970-1974: Renato Lombardi
- 1974-1976: Giovanni Agnelli
- 1976-1980: Guido Carli
- 1980-1984: Vittorio Merloni
- 1984-1988: Luigi Lucchini
- 1988-1992: Sergio Pininfarina
- 1992-1996: Luigi Abete
- 1996-2000: Giorgio Fossa
- 2000-2004: Antonio D'Amato
- 2004-2008: Luca Cordero di Montezemolo
- 2008-2012: Emma Marcegaglia
- 2012-actualidad: Giorgio Squinzi
- 2016-2020: Vicenzo Boccia
- 2020- : Carlo Bonomi

## Controversias
En 2006 tuvo lugar un accidente laboral en Campello sul Clitunno, en el cual perdieron la vida cuatro trabajadores. La empresa Umbria Olii, de propiedad de Giorgio del Papa, solicitó a las familias de los trabajadores fallecidos un resarcimiento por daños y perjuicios de 35 millones de euros [1][2]. Confindustria Perugia intervino con un comunicado de prensa a favor de Del Papa y de Umbria Olii [3].